# پیشینه نظریه‌های آموزش و پرورش
این مقاله شکل‌گیری نظریات پیرامون آموزش و پرورش را از دیدگاه تاریخی مورد بررسی قرار می‌دهد.

## آموزش در تمدن‌های دوران باستان و قرون وسطی

### شروعنویسایی

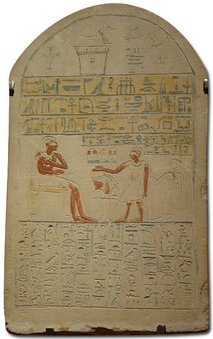
نمونه‌ای از خط هیروگلیف بر یک سنگ مزار مصری

به عقیده اکثر پزوهشگران نوشتن نخستین بار در دره سند، بین‌النهرین و دره نیل در مصر در هزاره دوم پیش از میلاد مورد استفاده قرار گرفت. در این دوران، انتقال اندیشه با کشیدن تصویری متناسب با آن انجام می‌شد. به عنوان مثال برای نمایش اندیشه‌نگاشت «رفتن»، یک پا رسم می‌شد. در این میان مصریان که با قلم مو و جوهر روی پاپیروس به همین سان می‌نوشتند به تدریج خط مورد استفاده شان، هیروگلیف، را گسترش دادند. هیروگلیف در لغت به معنای «خط کاهنان» است. این خط در انحصار مذهبی نویسان در مصر باستان بود. با افزایش قابلیت‌های نگارشی خط هیروگلیف مصریان به «خط حرمی» برای استفاده روزمره رسیدند ولی انحصار آن همچنان در اختیار کاهنان بود.

### نظر افلاطون پیرامون آموزش و پرورش

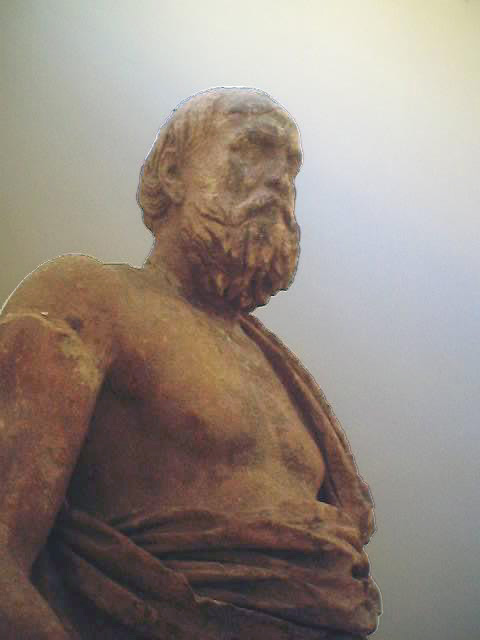
افلاطون معتقد به اهمیت آموزش جهت پرورش حکما و فلاسفه جهت در دست گرفتن امر حکومت و هدایت جامعه بود.

وقتی در سال ۳۹۹ پیش از میلاد افلاطون از مصر بازدید می‌کرد تحت تأثیر این نکته که طبقه باسواد کاهنین بر قومی کشاورز بی‌سواد با این ادعا که آن‌ها از جانب خدا هستند حکومت می‌کردند قرار گرفت. این مشاهده‌ها در شکل‌گیری نظریات بعدی او پیرامون «جمهوری مطلوب» مؤثر بود. افلاطون بعدها نوشت: «اگر جامعه‌ای بیمار شد آیا نباید برای هدایت و راهنمایی آن به دنبال بهترین و خردمندترین مردم برویم؟» پیدا کردن مستعدترین اشخاص و آماده کردن آن‌ها برای حکومت به خاطر مصالح عوام عقبه فلسفه سیاسی افلاطون را به وجود آورد. از نظر افلاطون طبیعت انسانی پشت تصمیم‌گیری‌های سیاسی ایستاده‌است؛ «هر حکومتی شبیه افراد خود است»؛ اگر فلان حکومت چنان است به خاطر این است که افراد آن چنان هستند؛ مادام که افراد خوب نداریم نباید در انتظار حکومت خوب بنشینیم. افلاطون معتقد بود که حکومت ایدئال حکومت فلاسفه و حکما می‌باشد: «تا حکما به مقام سلطنت نرسند و تا حکمت و سیاست در یک وجود جمع نشود مردم نهایتی برای مصایب و بدبختی‌های خویش نخواهند دید»

#### آموزش کودکان از دید افلاطون
به عقیده افلاطون هدف آموزش ایجاد پایه روحی و جسمی برای برپایی حکومت مطلوب و توسعه‌گرا می‌باشد.
| سن                                  | دستورالعمل                                              | ملاحظات |
| ----------------------------------- | ------------------------------------------------------- | --- |
| کمتر از ده سال                      | تأکید بر تربیت بدنی تأکید بر موسیقی                     | هرمدرسه باید یک محل برای بازی‌های دسته جمعی داشته باشد. وسایل نگهداری مردم کم بنیه یا ناقص را نداریم. عملیات ورزشی شخص را کاملاً یک طرفی بار می‌آورد. آیا می‌توان طبیعت نجیب و آرام را با شجاعت زیاد کنار هم جمع کرد؟ این دو ناسازگاری ظاهری دارند. موسیقی شاید بتواند این مشکل را حل کند. روح انسانی از راه موسیقی تناسب و هماهنگی را یادمی‌گیرد. موسیقی خلق را نرم می‌کند و در اجتماع و سیاست مؤثراست. ارزش موسیقی تنها از این جهت نیست بلکه در حفظ سلامت و تجدید تندرستی نیز با ارزش است. بعضی از بیماری‌ها را فقط با وسایل روحی می‌توان معالجه کرد. مع ذلک موسیقی خارج از حدبه همان اندازه ورزش زیاد مضر است؛ تنها ورزشکار و قهرمان بودن به وحشیت می‌انجامد و موسیقی تنها فرد را خارج از حد نرم و ملایم می‌کند. |
| از ده به بعد                        | تبعید به دهی جهت آموزش تربیت واحد به کودکان آموزش مذهبی | کودکانی که تحت تأثیر اخلاق والدینشان هستند را کنار گذاشت. دلیل تربیت واحد این است که هیج کس نمی‌تواند بگوید که نبوغ یا استعداد ذاتی از کجا سربرخواهد زد. باید برتری کودکان را از لحاظ استعداد ذاتی و با بی‌طرفی کامل و بدون امتیازات صنفی و نژادی جستجو کنیم. دلیل آموزش مذهبی ایجاد پایه اخلاقی و اتحاد بین مردم است. هیچ ملتی نمی‌تواند قدرتمند گردد مگر اینکه به خدا معتقد باشد. |
| پس از شانزده سالگی                  | کنار گذاشتن تمرین موسیقی                                | حتی در آوازهای دسته جمعی نباید شرکت کرد، همچنانکه شرکت در بازی‌ها و مسابقات عمومی را برای تمام مدت زندگی باید دور انداخت. ولی از موسیقی می‌توان برای جالب ساختن بعضی مواد غیر جالب و بی‌روح نظیر ریاضیات و تاریخ و علوم دیگر استفاده کرد. |
| در بیست سالگی                       | امتحان نظری و عملی                                      | امتحان جوانان در امور وحشت زا و در شهوات. امتحانات بایستی با بی‌طرفی کامل صورت بگیرد و اشخاص در نتایج آن دخالت نداشته باشند. شکست خوردگان در طبفه پایین خواهند ماند. شغل آینده: مستخدمین و کارگران و برزگران. |
| بیست تا سی سالگی                    | تربیت ذهنی، اخلاقی و بدنی                               | فقط برای آن‌هایی که در امتحان بیست سالگی موفق بودند. |
| در سی سالگی                         | امتحان مشکل‌تر از امتحان بیست سالگی                      | شکست خوردگان معاونین و دستیاران قوه اجراییه و سرداران سپاه می‌شوند. در ضمن این حذف‌ها و اخراج‌ها باید اخراج شدگان را با تمام وسایل اقناعی و با ادب و مهربانی از سرنوشتی که به آن دچار شده‌اند راضی و خشنود سازیم. تنها وسیله حفظ سلامت و آرامش ما دین و ایمان است. ما به جوانان مردود خواهیم گفت که تقسیم آن‌ها به طبقات گوناگون به دلیل مشیت الهی است. |
| سی تا سی و پنج سالگی                | آموزش حکمت و فلسفه                                      | |
| سی و پنج سالگی تا پنجاه و پنج سالگی | پایین آمدن از مقام حکمت زندگی در بین مردم               | تجریدات اگر با آزمایش حیات همراه نباشد بیهوده و بی‌ارزش است. |
| پنجاه و پنج سالگی                   | نامزد امر حکومت                                         | در این سن این افراد صورتشان از چین و چروک پوشیده شده و مردمانی به خود متکی هستند که باید به خودی خود در راس حکومت قرار بگیرند. این مسئله خود به خود و بدون نفاق رأی گرفتن حل می‌شود. معنی دموکراسی مساوات کامل است مخصوصاً در مسئله تربیت. فقط کسانی که با موفقیت از امتحانات بیرون آمده باشند نامزد امر حکومت خواهند بود. این یک نوع دموکراسی مدرسه‌ای است که صد مرتبه شریف‌تر از دموکراسی بر مبنای شمارش آراست.» |

### نظر ارسطو پیرامون آموزش و پرورش

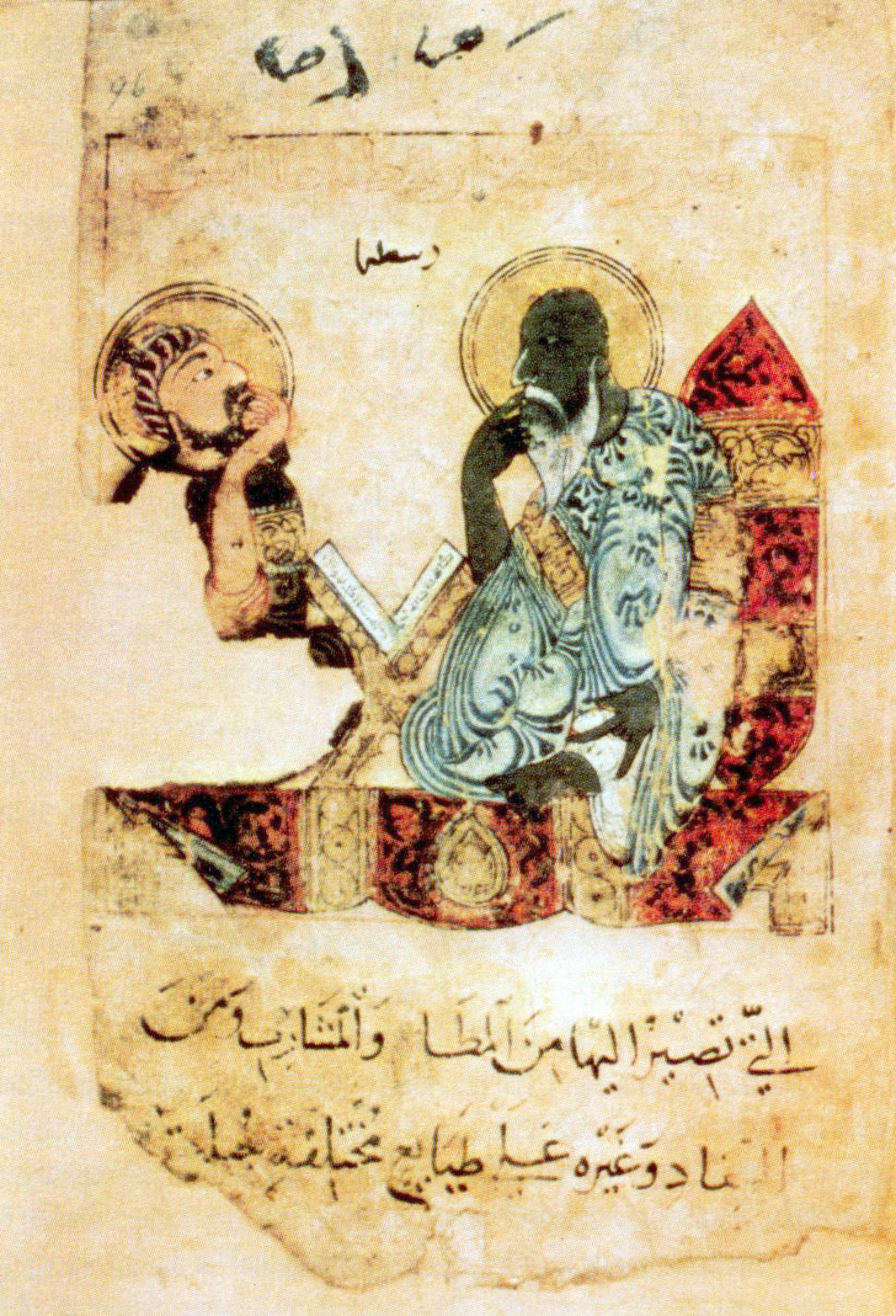
نقاشی از ارسطو در دوران اسلامی. ارسطو معتقد بود که آموزش به مردم تبعیت از قانون را آموخته، به آزادی که از انجام آن حاصل می‌شود پی برده، و به آن‌ها یاد می‌دهد که با حفظ مالکیت فردی، اموال خود را در منافع عمومی به کار ببرند.

از نظر ارسطو دولت باید امور تربیت را به عهده خود بگیرد. «آنچه بیشتر به دوام حکومت‌های ملی کمک می‌کند این است که تربیت با طرز حکومت توافق داشته باشد، مردم باید به قالب حکومتی درآیند که زیر فرمان آن زندگی می‌کنند.» اگر حکومت بر مدرسه‌ها نظارت داشته باشد می‌توان مردم را از صنایع دستی بازداشته و به کشاورزی متوجه نماید؛ باید مردم را طوری تربیت کرد که با حفظ مالکیت فردی، اموال خود را در منافع عمومی به کار ببرند؛ ولی آنچه از همه مهم‌تر است این است که افراد باید اطاعت از قانون را یاد بگیرند و الا حکومت امکان نخواهد داشت. «چه خوب گفته‌اند «آنکه اطاعت را یادنگیرد نمی‌تواند فرمانده خوبی باشد». در میان اختلافات قومی فقط نظارت دولت بر مدارس می‌تواند وحدت مملکت یا مدینه را حفظ کند؛ مملکت یا مدینه کثرتی است که باید به وسیله تربیت به وحدت مبدل گردد. باید به جوانان مزایای گرانبهایی که از تشکیلات اجتماعی حاصل می‌شود و آزادی که از قانون به دست می‌آید را یاد داد. فقط مراقبت اجتماع می‌تواند در انسان تولید فضیلت و تقوا کند.

#### ارسطو و تأسیس مدرسه لوکیون
هنگامی که ارسطو در پنجاه و سه سالگی مدرسه خود لوکیون را تأسیس کرد، ازدحام شاگردان به حدی بود که برای حفظ نظم مقررات پیچیده‌ای لازم آمد. خود شاگردان این مقررات را ترتیب دادند و در هر ده روز یک تن از میان خود برای مراقبت از امور مدرسه انتخاب کردند؛ ولی نباید تصور کرد که در آنجا انضباط شدید برقرار بود؛ تصویری که از آن به ما رسیده‌است نشان می‌دهد که شاگردان غذای خود را با هم در خدمت استاد می‌خوردند و دروس خود را در حالی که با استاد در گردشگاهی که کنار زمین ورزش بود قدم می‌زدند فرا می‌گرفتند. نام لوکیون خود مأخوذ از نام این زمین ورزش بوده‌است. این آکادمی مخصوصاً خود را وقف ریاضیات و فلسفه نظری و سیاست کرده بود. لوکیون میل بیشتری به علم الحیات و علوم طبیعی داشت.

### چکیده‌ای از تأثیرات فکری افلاطون و ارسطو در قرون وسطی
در طی هزار سال بر اروپا مردانی حکومت می‌کردند که شباهت زیادی به آنچه که افلاطون تخیل کرده بود داشتند. در طول قرون وسطی قاعده چنین بود که جمعیت ممالک مسیحی را به سه طبقه تقسیم می‌کردند: کارگران، سربازان و روحانیان. گروه اخیر با وجودی که از حیث عده کم بودند وسایل مساعد آموزش و فرهنگ را در انحصار خود درآورده بودند و با قدرت تقریباً نامحدودی بر اروپا حکومت می‌کردند. روحانیون، مانند حکام افلاطون، برای به دست گرفتن قدرت تعیین شده بودند و این تعیین از راه رای و انتخاب مردم نبود بلکه به علت استعدادی بود که در تحصیلات دینی و اداره امور از خود ظاهر می‌ساختند و شاید بتوان این را نیز افزود که داشتن قوم و خویش در دستگاه حکومت و کلیسا برای ترقی بی تأثیر نبود. حتی «چهار فن»، که اساس تعلیمات در قرون وسطی بود (ریاضیات، هندسه، نجوم، موسیقی)از روی برنامه دروسی بود که در کتاب افلاطون بیان شده بود. با این روش بر اقوام اروپایی حکومت کردند بدون آنکه حکومت احتیاج به رأی گرفتن داشته باشد.
با وجود این، علوم و معارف پهناور مکتب اسکندریه از چشمه فیاض ارسطو بهره برده‌است. قالب اذهان و قوای متفکره قرون وسطی از روی «ارغنون» ارسطو ریخته شده‌است. کتب دیگر او که در قرن پنجم میلادی توسط مسیحیان نسطوری به سریانی ترجمه گردید و پس از آن در قرن دهم میلادی به عربی و عبری برگردانده شد و بعد در ۱۲۲۵ میلادی به زبان لاتینی درآمد، سبب پیدایش مکتب مدرسی (اسکولاستیک) گردید که به طرز شیوایی با آبلار آغاز شد و توسط توماس آکویناس به صورت مجموعه پهناوری از علوم و معارف درآمد. آثار ارسطو متون غیرقابل نقض و حلال همه مشکلات به‌شمار می‌رفت. در ۱۲۶۰ آموزش کتب او در هر مدرسه مسیحی اجباری گردید و مجامع مسیحی منحرفین از ارسطو را کیفر می‌دادند.

## فرانسیس بیکنو کتاب پیشرفت دانش

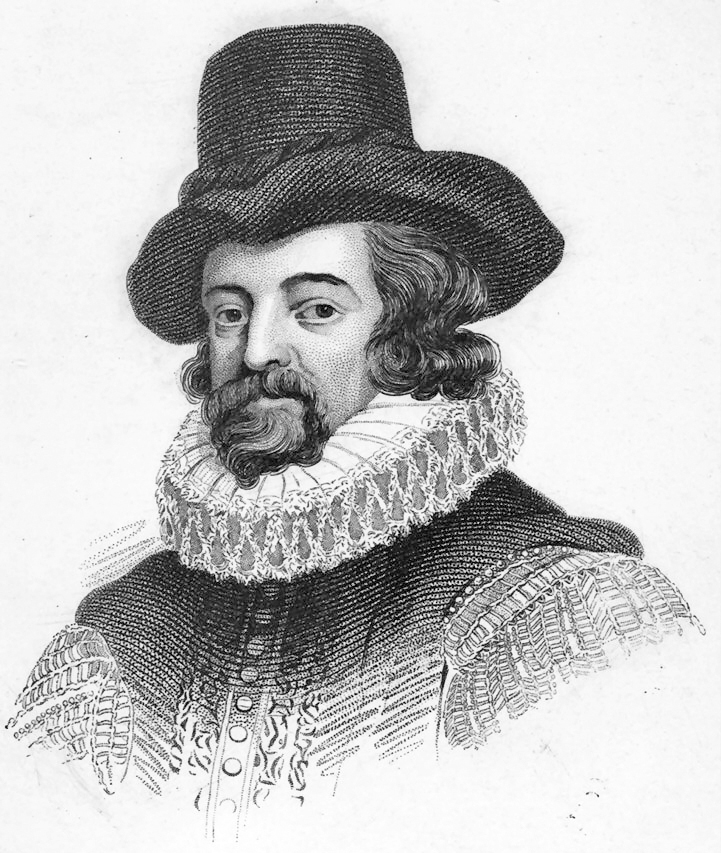
فرانسیس بیکن

### نظریات فرانسیس بیکن
هر اندازه که بیکن در سیاست جلوتر می‌رفت به اوج حکمت و فلسفه نیز نزدیکتر می‌شد. به عقیده او مطالعه و اشتغال به تحصیل به تنهایی نه هدف است و نه حکمت و علمی که با عمل توأم نباشد قیل و قال بیهوده است؛ «صرف همه اوقات به مطالعه سستی و کاهلی است؛ به کاربردن ان برای خودنمایی ریا است؛ حکم کردن از روی قواعد منطقی فضل‌فروشی است.». «مردم نادرست و مکار از مطالعه متنفرند، مردم ساده در ستایش و تمجید آن مبالغه می‌کنند و فقط مردم عاقل در عمل از آن استفاده می‌برند؛ زیرا مطالعه راه استفاده عملی را نمی‌آموزد، بلکه این استفاده از راه مشاهده صورت می‌گیرد و این کار به وسیله عقل انجام می‌شود، عقلی که بیرون از مطالعات و بالاتر از آن است.» او مانند گوته علمی که به عمل منتهی نشود رامسخره می‌کند. «باید دانست که در صحنه زندگی بشر فقط خدا و فرشتگان تماشاچی محض اند.» این تنبه جدیدی بود که پایان مکتب مدرسی (اسکولاستیک) را اعلام می‌کرد و خاطرنشان می‌ساخت که دیگر بین علم و عمل و مشاهده فاصله نیست. این تأکید دربارهٔ تجربه و پرداختن به نتایج عملی صفت ممیزه فلسفه انگلیسی و مقدمه پراگماتیسم است.

#### کتاب پیشرفت دانش
بیکن فلسفه اسکولاستیک را که خشک و بی‌ثمربود سرزنش می‌کرد: «...علوم برجای خود متوقف مانده‌است و کوچک‌ترین پیشرفت با ارزشی در راه انسانیت به وجود نیاورده است؛سنت و روش مدارس پیروی شاگردان از استادان است نه پرورش مخترعان و کاشفان… آنچه در ساحت علوم انجام می‌گردد دور خود گردیدن برگشتن به نقطه مبدأ است.». «اگر برقوانین طبیعت آگاه شدیم بران فرمانروا خواهیم گشت؛ در صورتی که اکنون به علت جهل و نادانی خود برده آن هستیم… بگذارید تا هریک از علوم را در جای معین خود بنشانیم، نقایص و احتیاجات آنرا بررسی کنیم و امکانات آنرا بسنجیم و به طور کلی خاک دور و بر ریشه علوم را بکنیم و زیر و رو سازیم» این است وظیفه‌ای که بیکن در کتاب پیشرفت دانش برخود واجب می‌شمارد. او طالب مطالعه دقیق علل و نتایج اعمال انسانی است و آرزومند است که کلمه تصادف و اتفاق از قاموس علم پاک شود. او در آرزوی دانشمندان متخصصی است که دائماً باهم در ارتباط باشند و کارهای خود را با هم تطبیق کنند و تشکیلات عظیمی آن‌ها را به سوی هدف واحد بکشد. «ببینید اگر مردم به فراغت در امور خود همکاری کنند و آن را با آنچه از قرون گذشته تطبیق کنند و جلو ببرند چه نتایجی به بار خواهد آمد؛ زیرا این راهی نیست که یک تن به تنهایی بتواند در آن قدم بردارد بلکه باید کوشش‌های افراد به بهترین طرزی باهم جمع و تقسیم گردد بعد با هم ترکیب گردد.». «این تشکل باید بین‌المللی باشد؛ در علم باید مرزها از میان برداشته شود. «نقص دیگری که من به آن پی برده‌ام این است که دانشگاه‌ها و مدارس با هم خیلی کم ارتباط دارند، خواه در یک مملکت خواه در تمام اروپا؛ باید دانشگاه‌ها موضوعات و مسائل را میان خود تقسیم کنند و با هم در تتبع و نشر علوم همکاری نمایند.»
بیکن حقوق ناچیزی راکه در علوم و هنر به استادان می‌دهند خاطرنشان می‌سازد و حس می‌کند که این امر تا وقتی که حکومت‌ها خود رشته آموزش و پرورش را به دست بگیرند ادامه خواهد داشت. آرزوی بزرگ او اینست که برای پیروزی بر طبیعت و بسط قدرت بشر باید علوم را به شکل اشتراکی و اجتماعی درآورد. بیکن با اطمینان عجیبی پیروزی بشر بر طبیعت را پیشگویی می‌کند.

## عصر روشنگری

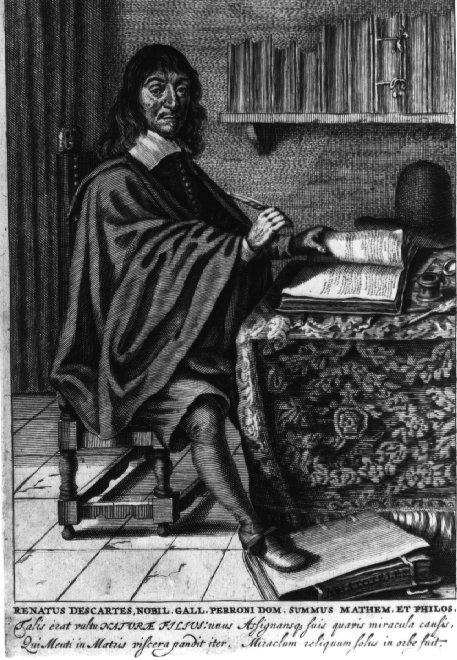
رنه دکارت در اتاق کارش.

### رنه دکارت
رنه دکارت که پدر فلسفهٔ نو نامیده می‌شود، در کتاب «گفتار دربارهٔ روش» از چگونگی آموزش در زمان خود انتقاد می‌کند. او معتقد است «عقاید» بیشتر نتیجه پیش‌داوری، رسم و عادت است تا حقیقت. به همین دلیل روشی برای پژوهش پیشنهاد می‌کند که ابتدا بر شک کردن دربارهٔ درستی همه عقاید استوار است؛ سپس پذیرفتن درستی روشن‌ترین چیزها که قابل شک نیستند، و بنا کردن آهسته و با نظم اندیشه بر ساده‌ترین چیزها به سوی موضوع‌های پیچیده.

### جان لاک

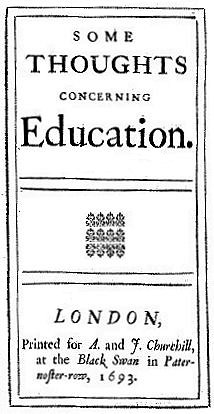
کتاب معروف جان لاک در زمینه (نوشته شده آموزش سال ۱۶۹۳ میلادی). این کتاب بازتاب دهنده آنچه بصورت سنتی در غرب موضوعات مهم آموزشی شمرده می‌شود، می‌باشد.

جان لاک نیز منتقد فلسفه و آموزش اسکولاستیک بود. فلسفه او بر دانش‌شناسی تأثیر بسیار گذاشت. او از پیشگامان تجربه‌گرایی (در مقابل خردگرایی) محسوب می‌شود. تجربه برای لاک بیشتر به معنای دریافت حسی است، و با تجربه‌گرایی بیکن که بیشتر بر مبنای مشاهده و آزمایش است تفاوت‌هایی دارد. لاک در یکی از کتاب‌هایش، «اندیشه‌هایی دربارهٔ آموزش و پرورش» که به خواست دوستش برای تربیت فرزند نوشت، چند جنبه برای تربیت معنوی کودک برمی‌شمارد: هنر اخلاقی، دانایی، و آداب‌دانی. او می‌گوید «بزرگ‌ترین درسی که باید آموخت این است که چگونه در برابر میل‌ها ایستادگی کنیم.» همچنین، «اگر بتوانید میل به محترم شمرده شدن و درک شرم و بی‌حرمتی را در [کودک] ایجاد کنید، اصلی را بنیان نهاده‌اید که همیشه مؤثر خواهد بود.»
جان لاک تشویق و تنبیه را عامل‌هایی روانی می‌داند نه جسمانی. او تشویق حقیقی را ستایش کردن، و تنبیه واقعی را سرزنش می‌داند. لاک معتقد بود باید برای کودک دلیل دستورات را گفت تا هم بداند که از روی خِرد هستند و هم اینکه ببینند محترم شمرده می‌شوند.

### تاریخ یک کتاب
برونتیر منتقد پیرو کلیسای کاتولیک رومی گفته‌است: «دایرِِِِِه المعارف اثر برجسته روزگار خود، آرمان اندیشه‌های قبل از آن، منشأ اندیشه‌های آینده و در نتیجه کانون واقعی تاریخ اندیشه در قرن هجدهم است.» اندیشه‌های فلسفی بیکن، دکارت، هابز، لاک، بارکلی، اسپینوزا، بل و لایبنیتز، افکار علمی کوپرنیک، وسالیوس، کپلر، گالیله، دکارت، هویگنس و نیوتن، کشفیات جغرافیایی دریانوردان، مبلغان مسیحی، جهانگردان، و تاریخ دنیای باستان دستگیر دانشمندان بود، ولی این قلمرو وسیع دانش محتاج وسیله‌ای بود تا در دسترس مردم نهاده شود.
نخست چنین می‌نمود که «فرهنگ جهانی هنرها و علوم چیمبز (۱۷۲۸)» می‌تواند این نیازمندی را برآورد. در ۱۷۴۳ یک ناشر پاریسی حاضر شد این کتاب را به زبان فرانسه ترجمه کند و با تغییرات و افزودن مطالبی به آن، آن را پاسخگوی نیازمندی فرانسویان سازد. ناشران کار ویراستن کتاب را به آبه (پدر) دو گو آ دو مالو سپردند. در دسامبر ۱۷۴۵ از دیدرو و آلامبر یاری جستند. در ۱۷۴۷ آبه گو آ دو مالو از کار کناره گرفت و در ۱۶ اکتبر همان سال دیدرو را با ۱۴۴ لیور حقوق ماهانه به سرویراستاری برگزیدند.

### لاشالوته و دیدرو
لاشالوته در ۱۷۶۳ کتابی به نام «گفتار دربارهٔ آموزش ملی» نوشت. وی در این کتاب از فرانسویان خواسته بود تا آموزشگاه‌های فرانسه را، که دست یسوعیان از آن کوتاه شده بود، به فرقه‌های دینی دیگری نسپارند. فیلسوفان این گفتار را بسیار ستودند. لاشالوته با اداره دستگاه‌های آموزشی فرانسه توسط کلیسا مخالفت می‌کرد و می‌گفت که رهبری آموزش و پرورش توسط روحانیان، جوانان را از پرداختن به اندیشه‌های بکر و تازه بازمی‌دارد و آنان را سرسپرده قدرت‌های بیگانه می‌سازد. او معتقد بود قوانین اخلاقی کهنتر از قوانین خدایی اند و حتی اگر این قوانین به وجود نمی‌آمدند قوانین اخلاقی وجود داشتند. او نیز خواهان ارشاد مردم بود ولی با آرمان‌های ملی گرایانه. «ملی‌گرایی بایستی به دین تازه‌ای بدل شود.» «آموزگاران باید از مردم غیر روحانی انتخاب شوند… آموزش باید انسان را به جای آماده ساختن برای بهشت برای زندگی در جهان پرورش دهد و برای ابراز لیاقت و کاردانی در دستگاه‌های اداری و هنری و صنعتی آماده سازد.» «زبان فرانسه باید به جای زبان لاتینی زبان آموزشی کشور شود… در آموزشگاه‌ها حتی در نخستین سالهای تحصیل، به شاگردان علوم تدریس شود، حتی شاگردان ۵ یا ۷ ساله می‌توانند با اصول و مبادی هندسه و فیزیک و تاریخ طبیعی آشنا شوند.» به آموزش زنان بیش از این باید اهمیت داده شود، اما آموزش تنگدستان ضرورت ندارد. فرزند کشاورز در مدرسه بیش از آنچه در کشتزار می‌آموزد نخواهد آموخت و آموزش تنها وی را از وضع طبقه خود ناراضی خواهد ساخت. «بورژوای شهرنشین را باید تعلیم داد نه کارگر یدی را.» در قسمت‌های دیگر رضایت داد که همه از آموزش ابتدایی بهره‌مند شوند، ولی امیدوار بود آموزش عالیه به بورژوازی محدود شود تا کارگران کار جسمانی جامعه را انجام دهند.
دیدرو در «طرح یک دانشگاه برای دولت روسیه» که در سال ۱۷۳۳ تنظیم کرد نوشت: «... در آموزشگاه‌ها هنوز دو زبان مرده‌ای تدریس می‌شوند که فقط تعداد معدودی از مردم به آن نیازمندند و شاگردان عمر خود را برای یادگیری آنها تباه می‌کنند… به جای آنکه به دانش آموزان فن اندیشیدن آموخته شود به نام علم معانی به آنها فن سخنوری تدریس می‌کنند… به نام منطق ذهن شاگردان را با اندیشه بی‌پایه ارسطو انباشته می‌کنند.. . به نام فیزیک از جوهر و نظام جهان بحث می‌شود ولی از حرکت و گرانش کلمه‌ای به میان نمی‌آید و از آن کمتر جغرافیا اصلاً تدریس نمی‌شود.»

### امیل

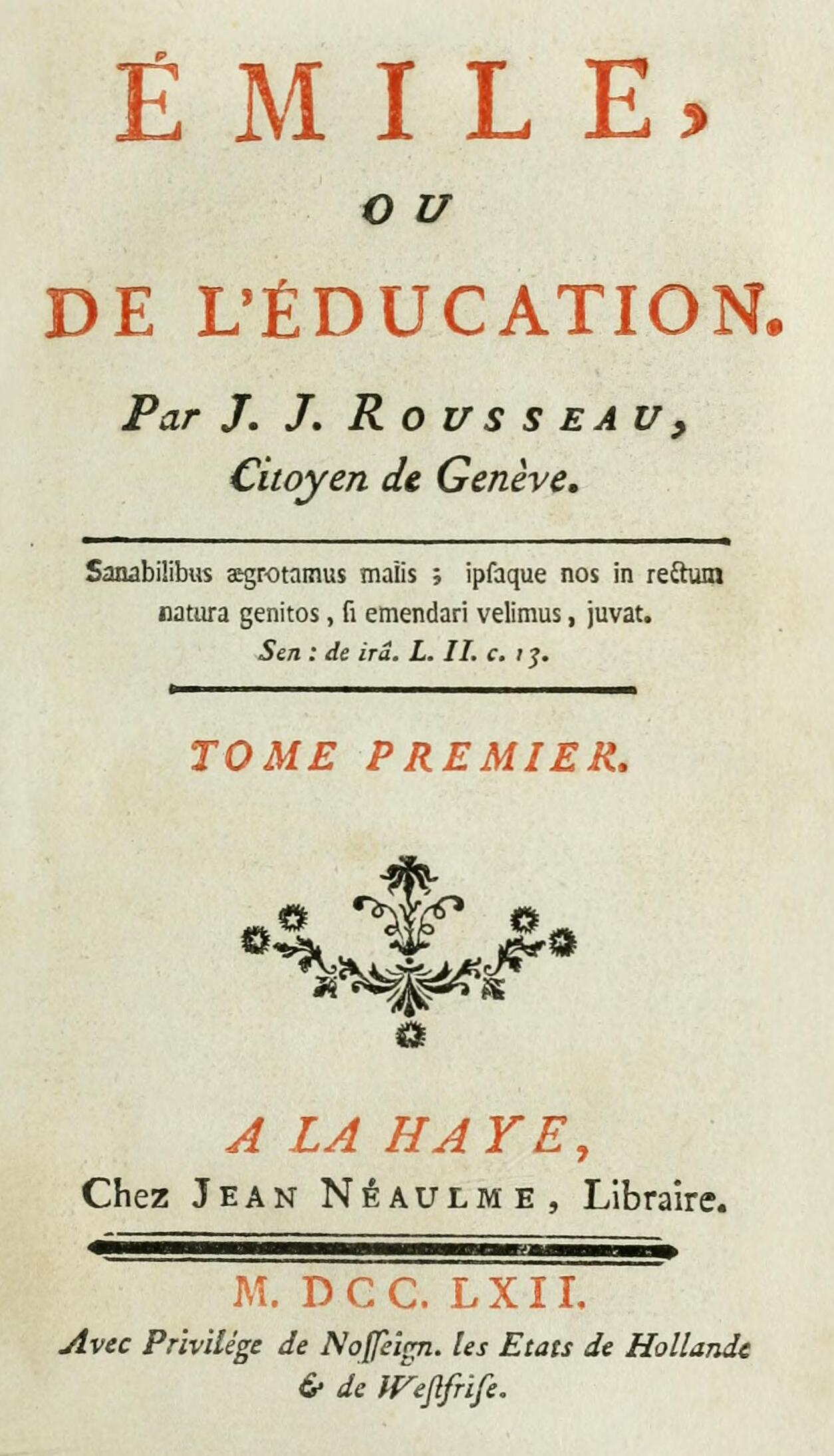
امیل نام کتابی از ژان ژاک روسو راجع به آموزش است. این کتاب رساله فلسفی راجع به سرشت انسان و تربیت می‌باشد.

ژان ژاک روسو (۱۷۱۲–۱۷۵۶) در نظر داشت که این کتاب دنباله کتاب «هیلوئیز جدید» باشد. یعنی نشان دهد که اطفال «ژولی» چگونه باید تربیت شوند. او برای نوشتن این اثر، کتاب مقالات اثر مونتنی، تلماک اثر فنلون، رساله مطالعات اثر رولن و افکاری دربارهٔ تربیت اثر جان لاک را مطالعه کرد. نخستین گفتار روسو انسان را طبیعتاً خوب مجسم کرده بود که تمدن، از جمله تعلیم و تربیت، او را ضایع ساخته‌است. هلوسیوس نیز در کتاب خود به نام «درباره ذهن» این گفته را تأیید کرده بود ولی آنچه ارائه داده بود استدلال بود نه یک طرح.
روسو بعد از انتقاد از شیوه‌های موجود تربیت، اعلام کرد که آموزش یک هنر است و وسیله‌ای باید باشد برای هدایت آگاهانه جسم در حال رشد به سوی سلامت، رهبری خصوصیات اخلاقی به سوی اخلاق کمال مطلوب، هدایت فکر به سوی خرد و سوق دادن احساسات به سوی خویشتن داری، خلق و خوی اجتماعی و سعادت.
روسو با تجسم این وضع که به خود وی اختیار کامل برای پرورش یک طفل بسیار قابل تربیت به نام «امیل» داده شده‌است به رساله خود جنبه انسانی داد.
«... اگر می‌خواهید همه افراد را به وظایف اولیه خود بازگردانید از مادران شروع کنید، نتایج اینکار شما را به حیرت خواهد آورد، همه زشتیها به دنبال این نخستین گناه حاصل می‌شوند… وقتی مادران حاضر می‌شوند به کودکان خود شیر بدهند، از نظر اخلاقی اصلاحاتی صورت می‌گیرد؛ عواطف طبیعی در قلوب اعضای خانواده احیا خواهد شد؛ جاذبه‌های خانواده بهترین پادزهر رذیلت اند.» 
روسو دوران آموزش امیل را سه قسمت می‌کند: دوازده سال طفولیت، هشت سال نوجوانی و یک دوران نامعین جهت آمادگی برای ازدواج و بچه دار شدن. درنخستین دوره آموزش و پرورش باید تقریباً به‌طور کامل جنبه جسمانی و اخلاقی داشته باشد؛ کتاب‌ها باید به انتظار رشد فکر بمانند «امیل تا زمانی که به سن دوازده سالگی نرسیده‌است؛ یک کلمه تاریخ نخواهد دانست… تربیت جسم باید مقدم باشد.» بنابراین امیل در جایی که زندگی می‌تواند سلامت بخش و طبیعی باشد بار خواهد آمد
«... بشر طوری آفریده نشده‌است که مانند مورچگان برهم ازدحام کند… هرچه بیشتر جماعات دور هم جمع شوند فاسدتر می‌شوند، رذیلت نتیجه حتمی شهرهای پرازدحام است… این نژاد نیاز به تجدید دارد و این تجدید پیوسته از نقاط خارج شهر صورت می‌گیرد… اطفالتان را بفرستید تا نیروی خود را تجدید کنند، آنها را بفرستید تا در طبیعت دلباز نیرویی که در هوای بد شهرهای پرازدحام از دست رفته‌است را بازیابند.»
 او معتقد به لزوم دقت در امر تغذیه صحیح کودکان با مصرف غذاهای طبیعی بود و بعد از تغذیه صحیح موضوع آموختن عادات خوب را مطرح می‌کند: امیل باید عادت داده شود صبحها زود از خواب برخیزد «... ما در تابستان برآمدن آفتاب را دیدیم؛ ما باید برآمدن آن در صبح میلاد مسیح را نیز ببینیم؛ ما دیر خیز نیستیم و از هوای سرد لذت می‌بریم.» امیل به‌طور مرتب شستشو می‌کند و به تدریج که بر قدرت جسمانی اش افزوده می‌شود گرمای آب مورد استفاده اش را کاهش می‌دهد «... اطفال باید به سرما عادت کنند نه به گرما» باید علاقه طبیعی اطفال به فعالیت تشویق شود. باید تا آنجا که می‌شود نگذارید پزشکان به اطفال نزدیک شوند. باید به کودکان تعلیمات عملی داد و باید گذاشت که او شخصاً کارها را انجام دهد و به او می‌بایست وسایل و ابزار کار داده شود «معلم زیرک مسایل و ابزارها را ترتیب می‌دهد و می‌گذارد شاگردش از راه ارتکاب اشتباه آموزش ببیند.» «هرگز شاگرد خود را تنبیه نکنید، هیچ‌گاه او را وادار نکنید بگوید: مرا ببخشید زیرا او که در اعمال خود از ملاحظات اخلاقی کاملاً به دور است، نمی‌تواند کاری را که از نظر اخلاقی نادرست باشد انجام دهد… نطفه شخصیت او را آزاد بگذارید تا خود را نشان دهد، در اینصورت بهتر خواهید فهمید که او واقعاً چطور است.» باید در نظر داشت که شاگرد به آموزش اخلاقی نیاز دارد و بدون چنین آموزشی خطرناک و بدبخت خواهد شد «... سرمشق باشید! سرمشق! بدون آن هیچ‌گاه موفق نخواهید شد به شاگرد خود چیزی بیاموزید…وجدان! ای غریزه الهی، داور نیکی و بدی که انسان را به خداوند شبیه می‌کنی، بدون تو شعور و نیروی تعقل لجام گسیخته به هیچ اصلی پایبند نیست.» و در نهایت آموزش فکری تنها باید پس از شکل‌گیری شخصیت اخلاقی شکل بگیرد. روسو به اندرز لاک در مورد لزوم استدلال برای اطفال می‌خندد: «اطفالی که برای آنها پیوسته استدلال شده‌است به نظر من بسیار احمق می‌آیند، از میان همه قوای انسانی عقل گزیده‌ترین و آخرین قوه‌است و آن وقت می‌خواهید از این عامل برای آموزش اولیه طفل استفاده کنید؟ شما کار را وارونه آغاز می‌کنید.».